# Четя (Алба)
Четя (рум. Cetea) — село у повіті Алба в Румунії. Входить до складу комуни Галда-де-Жос.
Село розташоване на відстані 280 км на північний захід від Бухареста, 17 км на північ від Алба-Юлії, 60 км на південь від Клуж-Напоки.

## Населення
За даними перепису населення 2002 року у селі проживали 488 осіб, з них 487 осіб (99,8%) румунів. Рідною мовою 487 осіб (99,8%) назвали румунську.